# Dissociació (psicologia)
En psicologia, el terme dissociació descriu una ampla varietat d'experiències des del despreniment lleu de l'entorn immediat fins al despreniment més sever d'experiències físiques i emocionals. La característica més important de tot el fenomen de dissociació implica un distanciament de la realitat, més que una pèrdua de la realitat com en la psicosi.
La dissociació és generalment mostrada en un continu. En casos lleus, la dissociació pot ser considerada com a mecanisme d'afrontament (o coping en anglès) o mecanisme de defensa per intentar dominar, minimitzar o tolerar l'estrès, l'avorriment o el conflicte. Al final no patològic del continu, la dissociació descriu esdeveniments comuns com somiar despert (o daydreaming en anglès) mentre es condueix un vehicle. Més enllà en el continu es troben els estats alterats de consciència no patològics.

## Història
El filòsof francès i psicòleg Pierre Janet (1859–1947) és considerat l'autor del concepte de la dissociació. Contrari a algunes idees sobre la dissociació, Janet no creia que la dissociació fos una defensa psicològica. Els mecanismes de defensa psicològica pertanyen a la teoria de la psicoanàlisi de Freud, no a la psicologia de Janet. Aquest sostenia que la dissociació es donava només en persones que tenien una debilitat constitucional del funcionament mental que portava a la histèria quan eren estressats. Tot i que és cert que molts dels historials dels casos de Janet descrivien experiències traumàtiques, ell mai va considerar la dissociació com una defensa contra aquelles experiències. Ans al contrari: Janet insistia que la dissociació era un dèficit mental o cognitiu. Consegüentment, considerava el trauma com un dels molts causants d'estrès que podia empitjorar l'"eficàcia mental" ja perjudicada d'un histèric, generant així una cascada de símptomes histèrics (en els termes actuals, "dissociatius").
Tot i que hi havia un gran interès en la dissociació durant les últimes dues dècades del segle xix (especialment a França i Anglaterra), aquest interès va decaure ràpidament amb l'arribada del nou segle. Fins i tot Janet va canviar la seva atenció en gran part a altres assumptes. D'altra banda, hi va haver un augment àlgid d'interès en la dissociació a Amèrica des de 1890 a 1910, especialment a Bòston, com es troba reflectit en l'obra de William James, Boris Sidis, Morton Prince, i William McDougall. No obstant això, fins i tot a Amèrica, l'interès en la dissociació va cedir ràpidament al nou interès acadèmic en la psicoanàlisi i el conductisme. A la major part del segle xx, hi va haver poc interès en la dissociació. La discussió sobre la dissociació només es va reprendre quan Ernest Hilgard (1977) va publicar la seva teoria de la neo-dissociació en la dècada dels 70 i quan diversos autors van escriure sobre la personalitat múltiple en els anys 80.[es necessita citació]
Carl Jung descrivia les manifestacions patològiques de la dissociació com a casos especials o extrems de l'operació normal de la psique. La base de l'obra de Jung Tipus Psicològics és aquesta dissociació estructural, oposant-se a la tensió, i la jerarquia de les actituds i funcions bàsiques en consciència individual normal. Va teoritzar que la dissociació és una necessitat natural perquè la consciència operi en una facultat lliure de les demandes del seu contrari.
L'atenció a la dissociació com a característica clínica ha anat creixent en aquests darrers anys amb l'augment del coneixement del trastorn d'estrès post-traumàtic, a causa de l'interès en el desordre d'identitat dissociativa i la controvèrsia de la personalitat múltiple, com també a mesura que les investigacions i els estudis a la població de l'escànner neurològic (neuroimaging en anglès) mostren la seva rellevància.
Històricament, el concepte psicopatològic de la dissociació també té un altre origen: la conceptualització d'Eugen Bleuler que observa la dissociació relacionada amb l'esquizofrènia.

## Diagnòstic
La dissociació en mostres de la comunitat es mesura generalment amb l'Escala d'Experiències Dissociatives. El DSM-IV considera que símptomes com ara la despersonalització, la desrealització i l'amnèsia psicogènia són característiques centrals dels trastorns dissociatius. Tanmateix, en la població normal, les experiències dissociatives que no són clínicament significants són altament predominants, amb el 60% fins al 65% dels enquestats indicant que han tingut alguna experiència dissociativa. El SCID-D (sigles en anglès) és una entrevista estructurada utilitzada per avaluar i diagnosticar la dissociació.

## Relació amb el trauma i l'abús
La dissociació ha estat descrita com un d'una constel·lació de símptomes experimentats per algunes víctimes de múltiples formes de trauma d'infantesa, incloent físic, psicològic, i abús sexual. Això està recolzat per estudis que suggereixen que la dissociació està relacionada amb una història de trauma. La dissociació sembla tenir una especificitat alta i una sensibilitat baixa a tenir un historial de trauma referit per ells mateixos, el que significa que la dissociació és molt més comú entre els qui estan traumatitzats, però, al mateix temps, hi ha moltes persones que han patit un trauma però no mostren símptomes dissociatius.
S'ha demostrat que la dissociació adulta, quan està combinada amb una història de maltractament infantil i altrament trastorn d'estrès post-traumàtic relacionat amb violència interpersonal, contribueix a disturbis en el comportament paternal, com ara l'exposició de nens petits a mitjans de comunicació violents. Un comportament així pot contribuir a cicles de violència i trauma familiars.
Els símptomes de la dissociació resultants del trauma poden incloure despersonalització, atordiment psicològic, desvinculació o amnèsia pel que fa als esdeveniments de l'abús. S'ha conjecturat que la dissociació pot proporcionar un mecanisme de defensa temporalment eficaç en casos de trauma sever; tanmateix, a llarg termini, la dissociació està associada amb un ajustament i funcionament psicològic disminuïts. Altres símptomes trobats a vegades juntament amb la dissociació en víctimes d'abús traumàtic (al que sovint es refereix com a "sequelae a l'abús") inclouen ansietat, TEPT, baixa autoestima, somatització, depressió, dolor crònic, disfunció interpersonal, abús de substàncies, autolesions i ideació o accions suïcides. Aquests símptomes poden portar a la víctima a presentar els símptomes com la font del problema.
Maltractament infantil, especialment l'abús crònic que comença a edats primerenques, ha estat relacionat a alts nivells de símptomes dissociatius en una mostra clínica, incloent amnèsia de les memòries de l'abús. Una mostra no clínica de dones adultes va relacionar nivells més elevats de dissociació en cas d'abús sexual comès per una persona significativament més gran abans dels 15 anys, i la dissociació també ha estat correlacionada amb un historial d'abús infantil físic i sexual. Quan s'examina l'abús sexual, es demostra que els nivells de dissociació augmenten juntament amb la severitat de l'abús.
Un article d'una revista de 2012 dona suport a la hipòtesi que un trauma actual o recent pot afectar la valoració d'un individu del passat més distant, canviant l'experiència del passat i resultant en estats dissociatius.

## Trastorns dissociatius
Els trastorns dissociatius suposen una dissociació més patològica, amb alteracions o sense en la identitat personal o en la consciència de si mateix. Aquestes alteracions poden incloure: una sensació que el jo o el món és irreal (despersonalització i desrealització); una pèrdua de memòria (amnèsia); oblidar la identitat o assumir un nou jo (fuga); fragmentació de la identitat o jo en corrents separades de consciència (trastorn dissociatiu de la identitat (anteriorment anomenat "trastorn de personalitat múltiple") i trastorn complex d'estrès post-traumàtic.
A vegades, els trastorns dissociatius es desencadenen per un trauma, però pot ser precedit per estrès, substàncies psicotròpiques, o sense cap detonant en absolut.
Els trastorns dissociatius són experimentats habitualment com a intrusions alarmants i autònomes en les formes habituals que la persona té de respondre o funcionar. A causa de la seva naturalesa inesperada i en gran part inexplicable, tendeixen a ser bastant pertorbadors.
La dissociació presenta cinc patologies específiques:

### Amnèsia dissociativa
Consisteix en una incapacitat per a recordar informació important de la vida de l'individu. Acostuma a aparèixer després d'esdeveniments traumàtics o situacions molt estressants. En aquest trastorn es produeix una alteració reversible de la memòria que impedeix al pacient recordar verbalment experiències prèvies. Aquests episodis són comuns, per exemple, durant un enfrontament bèl·lic o després d'una catàstrofe natural. Aquest trastorn és especialment difícil de diagnosticar en la infància, ja que pot confondre's amb ansietat, falta d'atenció o concentració, trastorns d'aprenentatge, alteracions psicòtiques o amnèsia infantil pròpia del desenvolupament.

### Fuga dissociativa
Consisteix en viatges sobtats i inesperats lluny de la llar o del lloc de treball, amb incapacitat per a recordar alguna part o la totalitat del passat de l'individu. S'acompanya de confusió sobre la identitat personal o inclús l'assumpció d'una nova identitat, encara que aquest últim cas no és habitual. Les persones amb aquest trastorn poden patir, a més, trastorns de l'estat d'ànim, trastorns per estrès post-traumàtic o trastorns per consum de substàncies.

### Trastorn d'identitat dissociativa (abans "trastorn de personalitat múltiple")
La característica essencial d'aquest trastorn és l'existència de dues o més identitats o estats de la personalitat que controlen el comportament de l'individu de manera recurrent. El trastorn d'identitat dissociativa reflecteix un fracàs en la integració de diversos aspectes de la identitat, la memòria i la consciència. Cada personalitat es viu com una història personal, amb una imatge o inclús un nom diferent. Generalment, hi ha una identitat primària amb el nom de l'individu, que és passiva, dependent, culpable i depressiva. Les identitats alternants posseeixen habitualment noms i trets diferents que contrasten amb la identitat primària. Aquest trastorn es diagnostica de tres a nou vegades més freqüentment en dones que en homes, i les dones solen presentar més quantitat d'identitats que els homes. En circumstàncies molt concretes, l'individu pot assumir determinades identitats que poden diferir en l'edat, el sexe, el vocabulari, els coneixements generals i l'estat d'ànim.

### Trastorn de despersonalització
Consisteix en la presència d'episodis persistents de despersonalització, caracteritzats per la sensació d'estranyesa o distanciament d'un mateix. L'individu se sent com si fos un autòmata o estigués vivint en un somni o en una pel·lícula. Pot existir la sensació de ser un observador extern dels processos mentals, del propi cos o d'una part d'aquest. Així mateix, existeixen diferents tipus d'anestèsia sensorial, absència de resposta afectiva i sensació de pèrdua de control dels propis actes. La despersonalització és una experiència comú; per això, el diagnòstic del trastorn de despersonalització només s'ha de realitzar quan la simptomatologia sigui prou greu per a provocar malestar o deteriorament de l'activitat normal de la persona. S'ha de mencionar que la despersonalització i la desrealització induïdes de forma voluntària formen part de les pràctiques de meditació i de trànsit existents en moltes religions i cultures, i no s'han de confondre amb el trastorn de despersonalització.

### Trastorn dissociatiu no especificat
En aquesta categoria, s'inclouen els trastorns en els que la característica predominant és un símptoma dissociatiu però que no compleixen els criteris per al diagnòstic d'un trastorn dissociatiu específic, per exemple, presència de desrealització no acompanyada de despersonalització.

### Somatització
És necessari incloure la somatització en el diagnòstic diferencial i descartar en primer lloc si es tracta d'una malaltia orgànica. En cas de confirmar-se que el problema és de tipus psicològic, s'ha de detectar si els símptomes obeeixen a altres trastorns més amplis, com l'ansietat o la depressió i, en cas contrari, buscar les causes psicològiques o de l'entorn que estan provocant que la persona somatitzi. Les persones afectades poden presentar molts símptomes diferents, alguns de tanta gravetat que poden desencadenar altres problemes de salut física més amplis. Entre ells es troben, per exemple, problemes gastrointestinals, cardiopulmonars, símptomes dolorosos o síndromes com al·lèrgies alimentàries estranyes o fibromialgia. En l'historial personal d'un pacient afectat es poden trobar diversos indicadors, entre ells, un trastorn psicològic coexistent, múltiples proves diagnòstiques recents, nombroses visites als serveis d'urgència o inclús haver recorregut a medicines o teràpies alternatives en la cerca d'una explicació.

## Substàncies psicotròpiques
Els fàrmacs psicotròpics sovint poden induir un estat de dissociació temporal. Substàncies amb propietats dissociatives inclouen ketamina, òxid de dinitrogen, alcohol, tiletamine, marihuana, dextromethorphan, MK-801, PCP, methoxetamine, salvia, muscimol, atropina, i ibogaine.